# Марио Йорданов (футболист)
Марио Йорданов е български футболист, нападател на Славия (София). През май 2016 г. Христо Янев го взема в първия отбор на ЦСКА, записва 2 мача и 2 гола.

## Отличия
- Купа на България – 1 път носител (2016) с ЦСКА (София)
- Шампион на Югозападна В група с ЦСКА (София) през 2015/2016 г.